# Маягуес
Маягуес (на испански: Mayagüez) е град в Пуерто Рико.
Наричан е неофициално Султанката на Карибите (La Sultana del Caribe), Град на чистите води (Ciudad de las Aguas Puras), Град на мангото (Ciudad del Mangó).

## География
Има население от 89 080 жители към 2010 г. Разположен е в централната част на западното крайбрежие на острова, край устието на златоносната река Ягуес (Yagüez), от която произлиза днешното име на града. През града протича също р. Гуанахибо.

## История
Създаден е като Нуестра сеньора де ла Канделария (Nuestra Señora de la Candelaria – Дева Мария от Канделария) от испанската колониална администрация на 18 септември 1760 г. Повечето от първоначалните заселници пристигат от Канарските острови, чийто патрон е света Дева Мария от Канделария. Катедралата от 1780 г. също като града е наречена „Дева Мария от Канделария“. Той получава официалното си име Отличен град Маягуес (Excelente ciudad de Mayagüez) на 6 април 1894 г.
През 1911 г. е открит университет със селскостопански и машинен факултети. Днес той се казва Университет на Пуерто Рико в Маягуес.

## Икономика
Във втората половина на ХХ век в града бързо се развива промишлеността, главно текстилната и рибната (които днес са в упадък).
Морското пристанище на Маягуес е 3-то по товарооборот в страната. На 6 километра северно е разположено гражданското летище „Еугенио Мария де Хостос“ (Eugenio María de Hostos), създадено на мястото на бившата военновъздушна база от 1950-те години.

## Други
Маягуес е американска столица на културата през 2015 г.
Градът е известен с бейзболния си клуб „Индианци на Маягуес“ (Indios de Mayagüez).